# Frambo
Frambo är en by och före detta stationssamhälle i Trökörna socken, Grästorps kommun. Som på så många andra ställen fanns det förr både affär, poststation med mera där. I samband med TNJ:s (Trollhättan–Nossebro Järnväg) bygge av järnvägen mellan Trollhättan-Nossebro med anslutning till Västergötland–Göteborgs Järnvägar, växte byns betydelse som stationssamhälle. Järnvägen stod klar och invigdes 1916 och var i drift fram till 1968. Bemanningen på stationen upphörde dock 1960. Det var industrialiseringens krav på bättre infrastruktur och den ökade handeln med skogsprodukter som gjorde att järnvägen kom till stånd. Idag går det en grusväg på den gamla banvallen genom Frambo.
Vid Frambo ligger även Frambo gård – en äldre ensamgård som ursprungligen tillhörde godset Thamstorp, men den fråntogs när baron Silfverschiöld sålde Thamstorp 1847.